# Dubna 48K

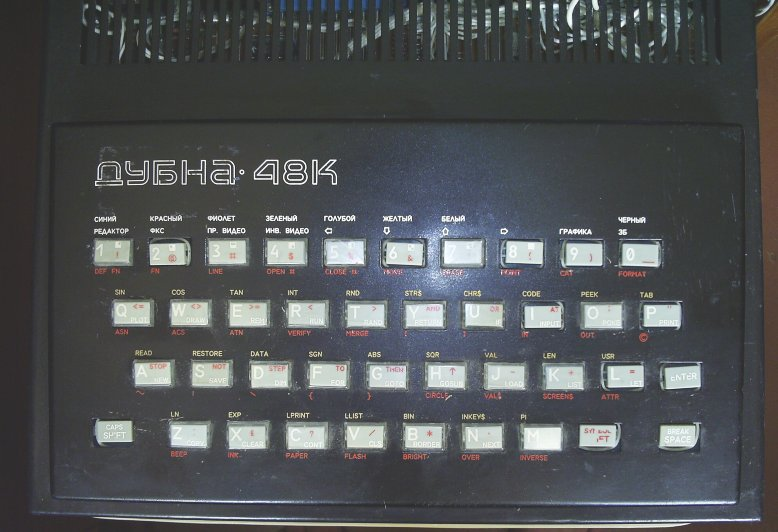
Dubna 48K

Dubna 48K (rusky Дубна 48К) jednou z variant počítače Sinclair ZX Spectrum vzniklé v Sovětském svazu. Počítač je pojmenován po městě Dubna nedaleko Moskvy, ve kterém byl vyráběn.
Už v době uvedení se jednalo o zastaralý počítač, který byl používán ve školách, které si nemohly dovolit počítač moderní.
Protože procesor byl taktován přibližně poloviční frekvencí, než původní ZX Spectrum, musely být v ROM upraveny podprogramy pro operace s kazetovým magnetofonem.

## Technické informace
- procesor: ruská varianta procesoru Z80, 1,875 MHz,
- paměť RAM: 48 KiB,
- paměť ROM: 16 KiB.